# Día de la Antártida Argentina
El Día de la Antártida Argentina se conmemora el 22 de febrero. Se instituyó para recordar la primera vez que se hizo efectiva la presencia humana en el sector antártico reclamado por Argentina según el Tratado Antártico, y para dar fe de la presencia ininterrumpida de argentinos en esa zona desde el año 1904, y que forma parte de la Provincia de Tierra del Fuego, Antártida e Islas del Atlántico Sur, según el decreto-ley N.º 2129 del 28 de febrero de 1957, hoy por ley provincial.
Con la entrada en vigencia de la ley N.º 20.827 publicada en Boletín Oficial 23.043 del 26 de noviembre de 1974 y firmada por el Senado, se instituyó como Día de la Antártida Argentina el 22 de febrero de cada año.

## Hecho histórico

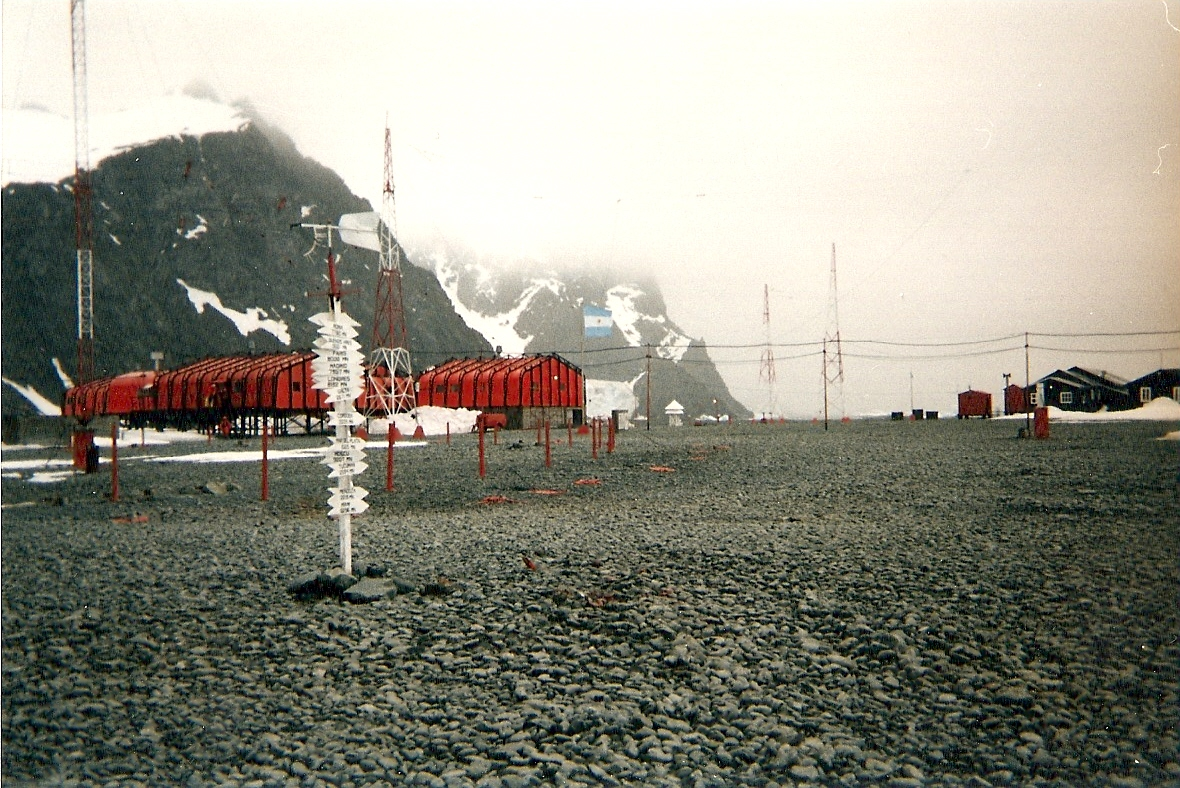
Base Orcadas

En 1904 se izó por primera vez la Bandera Argentina en las Islas Orcadas del Sur. La Real Sociedad de Geografía de Escocia organizó en 1902 una expedición hacia el mar antártico con el objetivo explorar el lugar y realizar observaciones geofísicas, biológicas, magnéticas, meteorológicas. La expedición estuvo a cargo de William Speirs Bruce a bordo del Scotia. Primero llegó a las Islas Malvinas, y luego tomó rumbo hacia las Islas Orcadas, donde recaló, el 22 de febrero, en la Isla Laurie, en la bahía Scotia. Allí se construyó una caseta como paradero y otra como depósito de instrumental, en lo que se convirtió en el primer observatorio en la Antártida. En noviembre de 1903, el Scotia necesitó reparaciones y reaprovisionamiento, por lo cual Bruce recaló en Buenos Aires, Argentina, donde negoció un acuerdo de cesión de derechos sobre la estación meteorológica.

## Calendario escolar
En el calendario escolar se incluyó el 21 de junio como día de conmemoración, debido a que el 22 de febrero está dentro del período vacacional y por lo tanto, pasa desapercibido. El 21 de junio es el Día de la Confraternidad Antártica, cuyo objetivo es la difusión de temas concernientes a la soberanía en la Antártida.

## Difusión
Los veteranos antárticos apostados en la Base Marambio están abocados a difundir el hecho histórico que fue la fundación de esta Base Antártica, y la importancia de conmemorar el Día de la Antártida Argentina.